# Línguas tupi-guaranis xingus
As línguas tupi-guaranis xingus formam um ramo de línguas tupi-guaranis faladas no Brasil.

## Línguas
- Asurini
- Aquáua
- Anambé
- Amanaié

### Rodrigues (2013)
Línguas e/ou dialetos segundo Rodrigues (2013):
- Kayabí
- Asuriní do Xingu
- Araweté (?)

### Rodrigues & Cabral (2012)
As línguas segundo Rodrigues e Cabral (2012):
- Araweté
- † Amanajé
- † Ararandewára
- Aurê (Aurá)
- † Anambé do Cairarí
- Asuriní do Xingu (Assurini, Asuriní do Coatinema, Awaeté)

(† = língua extinta)

### Dietrich (2010)
As línguas segundo Dietrich (2010):
- Anambé/anambé do Cairari
- Amanayé/manajo/amanajé
- Araweté/bïde
- Asurini do Xingu/awaté
- Kayabi (autodenominação dejanare)

## Evolução fonológica
Características mais gerais em relação ao Proto-Tupi-Guarani (PTG):
- conservação das consoantes finais, com ou sem modificações
- fusão de *tx e *ts, ambos mudados em h ou zero
- mudança de *pw em f (bilabial)
- mudança de *pj em s
- mudança de *j em dj
- marcas pronominais de 3ª pessoa masculina, feminina e plural

Exemplos:
- PTG *akér "eu durmo" > Kayabí aset, Asuriní do Xingu akit
- PTG *jatxý "lua" > Asuriní do Xingu djahy; PTG *otsó "ele vai" > Kayabí oó, Asuriní do Xingu aha
- PTG *tseapwén (ou *tsyapwán) "cheira bem" > Asuriní do Xingu heafen; PTG *-akypwér "parte de trás" > Kayabí -akyfér-a "rastro"
- PTG *otsepják "ele o vê" > Kayabí wesák, Asuriní do Xingu oesak
- PTG *jakaré "jacaré" > Kayabí jakaré, Asuriní do Xingu djakaré
- Kayabí ‘nga pý "pé dele" (homem falando), kĩa pý "pé dele" (mulher falando), ẽẽ pý "pé dela" (h. f.), kỹna pý "pé dela" (m. f.), ‘ngã pý "pés deles, delas" (h. f.), wã pý "pés deles, delas" (m. f.)